# مرض الغدة الدرقية في الحمل
يمكن أن يؤثر مرض الغدة الدرقية في الحمل على صحة الأم وكذلك الطفل قبل الولادة وبعدها. اضطرابات الغدة الدرقية هي السائدة في النساء في سن الإنجاب ولهذا السبب عادة موجودة كمرض في وقت الحمل في فترة الحمل والنفاس. ان خلل الغدة الدرقية غير المصحح في الحمل له آثار ضارة على صحة الجنين والأمهات. يمكن أيضا أن تمتد الآثار الضارة للخلل الوظيفي في الغدة الدرقية إلى ما بعد الحمل والولادة للتأثير على التطور الذهني العصبي في النشأة للطفل. بسبب زيادة في الجلوبيولين الملولم لهرمون الغدة الدرقية ، وزيادة في نوع 3 deioidinase المشيمية ونقل المشيمة من هرمون الغدة الدرقية لدي الأم إلى الجنين ، وزيادة الطلب على هرمونات الغدة الدرقية خلال فترة الحمل. يتم تسهيل الزيادة الضرورية في إنتاج هرمون الغدة الدرقية عن طريق تركيزات عالية من الموجات القلبية المشيمية البشرية (hCG) ، والتي تربط مستقبل TSH وتحفز الغدة الدرقية الأمومية لزيادة تركيزات هرمون الغدة الدرقية للأمهات بنسبة تقارب 50٪. إذا تعذر تحقيق الزيادة اللازمة في وظيفة الغدة الدرقية ، فقد يتسبب هذا في اضطراب الغدة الدرقية الذي لم يلاحظه أحد (imld) سابقًا ليتدهور ويصبح جليًا كمرض الغدة الدرقية الحملي. حالياً ، لا توجد أدلة كافية تشير إلى أن فحص الخلل الوظيفي للغدة الدرقية أمر مفيد ، خاصةً وأن العلاج بالهرمونات الدرقية يمكن أن يترافق مع خطر الإفراط في المعالجة بعد الولادة لدى النساء ، يشكل تطور التهاب الغدة الدرقية بعد الولادة حوالي 5 ٪ والذي يمكن أن يحدث بعد تسعة أشهر من ذلك. يتميز هذا لفترة قصيرة من فرط نشاط الغدة الدرقية تليها فترة من الغدة الدرقية. يبقى 20-40٪ من حالات الغدة الدرقية بشكل دائم.           

## الغدة الدرقية في الحمل
يتم الحصول على هرمون ثيروكسين الجنيني بالكامل من مصادر الأمهات في بداية الحمل لأن الغدة الدرقية الجنينية تصبح وظيفية فقط في الثلث الثاني من الحمل. وحيث أن هرمون الغدة الدرقية ضروري للنمو العصبي ، فمن الأهمية بمكان أن يتم ضمان تسليم الأمهات من هرمون الغدة الدرقية إلى الجنين في مرحلة مبكرة من الحمل. في الحمل ، تساهم خسارة اليوديد من خلال البول والوحدة المشيمة feto في حالة نقص اليود النسبي. وبالتالي ، فإن النساء الحوامل تحتاج كمية إضافية من اليود. ينصح بتناول اليود اليومي من 250 ميكروغرام في فترة الحمل ولكن هذا لا يحقق دائما حتى في أجزاء اليود الكافية في العالم. يتم زيادة تركيزات هرمون الغدة الدرقية في الدم في الحمل ، ويرجع ذلك جزئيا إلى مستويات عالية من هرمون الاستروجين ونتيجة لضعف تأثير الغدة الدرقية علي الغدد التناسلية المشيمية البشرية ( hCG) التي تعمل مثل TSH. ترتفع مستويات هرمون الغدة الدرقية (T4) من حوالي 6-12 أسبوعًا ، وتصل إلى ذروتها في منتصف الحمل ؛ التغييرات العكسيّة تُرى مع TSH. إن النطاقات المرجعية للحمل الخاصة باختبارات وظائف الغدة الدرقية ليست مستخدمة على نطاق واسع على الرغم من أن العديد من المراكز تقوم الآن بإعدادها.

## قصور الغدة الدرقية

### التقييم السريري
قصور الغدة الدرقية شائع في الحمل مع معدل انتشار بمقداره 2-3٪ و 0.3-0.5٪ للقصور الدرقي تحت الإكلينيكي والعلني على التوالي. يسبب نقص اليود المتوطن معظم حالات قصور الغدة الدرقية لدى النساء الحوامل في جميع أنحاء العالم في حين أن التهاب الغدة الدرقية المناعي الذاتي هو السبب الأكثر شيوعًا وراء قصور الغدة الدرقية في أجزاء اليود الكافية من العالم. لا يكون عرض قصور الغدة الدرقية في الحمل تقليديًا .